# Bitwa o Aleppo (listopad–grudzień 2016)
Bitwa o Aleppo w listopadzie i grudniu 2016, Operacja „Jutrzenka Zwycięstwa” – decydujący etap walk o Aleppo w Syrii, toczonych pomiędzy armią syryjską i jej sojusznikami a antyrządową opozycją syryjską o różnym profilu ideologicznym (od prozachodniej Wolnej Armii Syrii po islamskich fundamentalistów z Dżabhat Fath asz-Szam).
Walki toczyły się głównie o wschodnie i południowe dzielnice miasta. Zadaniem sił rządowych wiernych prezydentowi Baszszarowi al-Asadowi było ostateczne przejęcie kontroli nad miastem, o które walki trwały od 2012 roku. Bitwa dobiegła końca 13 grudnia 2016 i zakończyła się całkowitym sukcesem wojsk syryjskich oraz ich sojuszników. Członkowie oddziałów opozycji, w tym bojownicy Frontu Podboju Lewantu, zostali ewakuowani z Aleppo na zajmowane przez siebie terytoria Syrii. Ze wschodniego Aleppo ewakuowano także część ludności cywilnej, która nie zdecydowała się na przejście do Aleppo zachodniego kontrolowanego przez wojska rządowe. 22 grudnia armia syryjska ogłosiła przejęcie pełnej kontroli nad całym miastem.

## Przebieg walk

### Listopad
Ofensywa wojsk lądowych wspierana przez lotnictwo syryjskie oraz rosyjskie rozpoczęła się 15 listopada. W walkach po stronie rządowej oprócz regularnej armii syryjskiej uczestniczą także lokalne milicje, siły Hezbollahu, a także siły irańskie i szkolone przez nie milicje szyickie z Iraku. Terytoriów kontrolowanych przez opozycję broni kilkanaście formacji. Przed bitwą o Aleppo i w jej trakcie miały miejsce bratobójcze konflikty między niektórymi z nich, w szczególności między grupami otwarcie głoszącymi fundamentalizm islamski a oddziałami wywodzącymi się z Wolnej Armii Syrii.  Mimo to 1 grudnia 2016 rebelianci ogłosili skoordynowanie sił i utworzenie wspólnego dowództwa pod nazwą Armii Aleppo. Weszło do niego dziewięć grup wywodzących się z Wolnej Armii Syrii (m.in. Harakat Nur ad-Din az-Zinki) oraz dwie formacje islamskich fundamentalistów: Armia Islamu oraz Ahrar asz-Szam (Wolni Ludzie Lewantu). Komendantem Armii Aleppo został Abu Abd ar-Rahman Nur; został on poważnie ranny lub zginął już trzy dni później. W Aleppo obecni byli również bojownicy terrorystycznego Frontu Podboju Lewantu (Dżabhat Fatah asz-Szam, dawniej Dżabhat an-Nusra). Według brytyjskiego The Independent w mieście mogło się znajdować ok. 10 tys. rebeliantów z różnych organizacji, z czego członkowie Frontu Podboju Lewantu stanowili 20%, jednak to oni, wspólnie z Ahrar asz-Szam, faktycznie przewodzili walce z armią syryjską.
W zajmowanych przez rebeliantów dzielnicach mieszkało przed ofensywą około 200-250 tysięcy mieszkańców, do końca listopada kilkadziesiąt tysięcy z nich uciekło na tereny kontrolowane przez Kurdów syryjskich lub do zachodniej części miasta, znajdującej się pod kontrolą rządu w Damaszku. Wielu mieszkańców cywilnych zginęło w wyniku bombardowań oraz zmarło z głodu i braku dostępu do pomocy medycznej.
Pod koniec listopada siły rządowe opanowały ponad 30% terytorium kontrolowanego wcześniej przez rebeliantów. 24 listopada zdobyły kluczowe budynki w utrzymywanej przez opozycję od 2012 dzielnicy Hananu, natomiast dwa dni później opanowały tę dzielnicę całkowicie. 27 listopada oddziały armii syryjskiej oraz sprzymierzona z nimi milicja palestyńska zajęły położoną dalej na południe dzielnicę Dżabal Badru, dzielnicę Ard al-Hamra i most as-Sachur, a także dzielnice Ba'ibdin; z dzielnicy Hajdarijja rebelianci wycofali się sami, by uniknąć rozdzielenia swoich sił. Niezależnie od nich oddziały Kurdów, formalnie nie stojące po stronie al-Asada, wyparły rebeliantów z dzielnicy Bustan al-Basza. Z zajmowanych kwartałów uciekali mieszkańcy cywilni. Część udała się do dzielnicy Asz-Szajch Maksud, już wcześniej pozostającej pod kontrolą Kurdów, część do zachodniej części Aleppo, kontrolowanej przez rząd syryjskiej, część natomiast na tereny, gdzie broniła się jeszcze opozycja. Według ONZ liczba uciekających sięgnęła 30 tysięcy, z czego 8500 schroniło się na terenach zajmowanych przez Kurdów, a 12 tysięcy – w zachodnim Aleppo. Na 100 tys. szacowano natomiast liczbę osób pozostających w części miasta nadal kontrolowanej przez opozycję.

### Grudzień
3 grudnia Rosja oznajmiła, że jest gotowa rozmawiać ze Stanami Zjednoczonymi o warunkach wycofania się z Aleppo całej opozycji antyasadowskiej. Przedstawiciele rebeliantów stwierdzili jednak, że nie wycofają się z miasta, mogą jedynie zgodzić się na otwarcie korytarzy humanitarnych dla ludności cywilnej. Do tego czasu armia syryjska opanowała kolejną dzielnicę miasta – Tarik al-Bab. Agencja Reutera podała, że do przejętych przez wojsko syryjskie dzielnic dotarła rosyjska pomoc humanitarna. Do 4 grudnia rebelianci stracili połowę obszarów, które kontrolowali we wschodnim Aleppo przed rozpoczęciem ofensywy. 19 tysięcy uciekających cywilów udało się do dzielnic kontrolowanych przez rząd, 10 tysięcy – na tereny kurdyjskie, 5000 cofnęło się do innych części miasta pozostających w rękach opozycji.
5 grudnia opozycja poinformowała o utracie kolejnych dzielnic: asz-Szar i Karm al-Dżabal. Dwa dni później bojownicy antyasadowscy opuścili Stare Miasto. Następnie armia syryjska zdobyła dzielnice as-Salihin, Al-Madi i Bab an-Najrab. 7 grudnia w rękach wojsk syryjskich było 85% obszaru, o który toczyła się bitwa. 12 grudnia wojsko syryjskie opanowało niemal całe miasto i upadek ostatnich dzielnic utrzymywanych przez opozycję był już faktycznie przesądzony. Jej oddziały opuściły wszystkie dzielnice po wschodniej stronie rzeki Aleppo oraz południową dzielnicą Szajch Sa'id. Dzień później przedstawiciele armii syryjskiej twierdzili, że całe miasto było już pod jej kontrolą. Według innego źródła ostatnie punkty oporu opozycji trwały jeszcze w dzielnicach Sukkari i Ard as-Sabbah. Równocześnie opozycja zgodziła się na kapitulację na warunkach przedstawionych przez armię syryjską. Zakładają one opuszczenie miasta przez bojowników antyasadowskich bez broni i ich odtransportowanie na równinę Anadan na północny zachód od Aleppo.

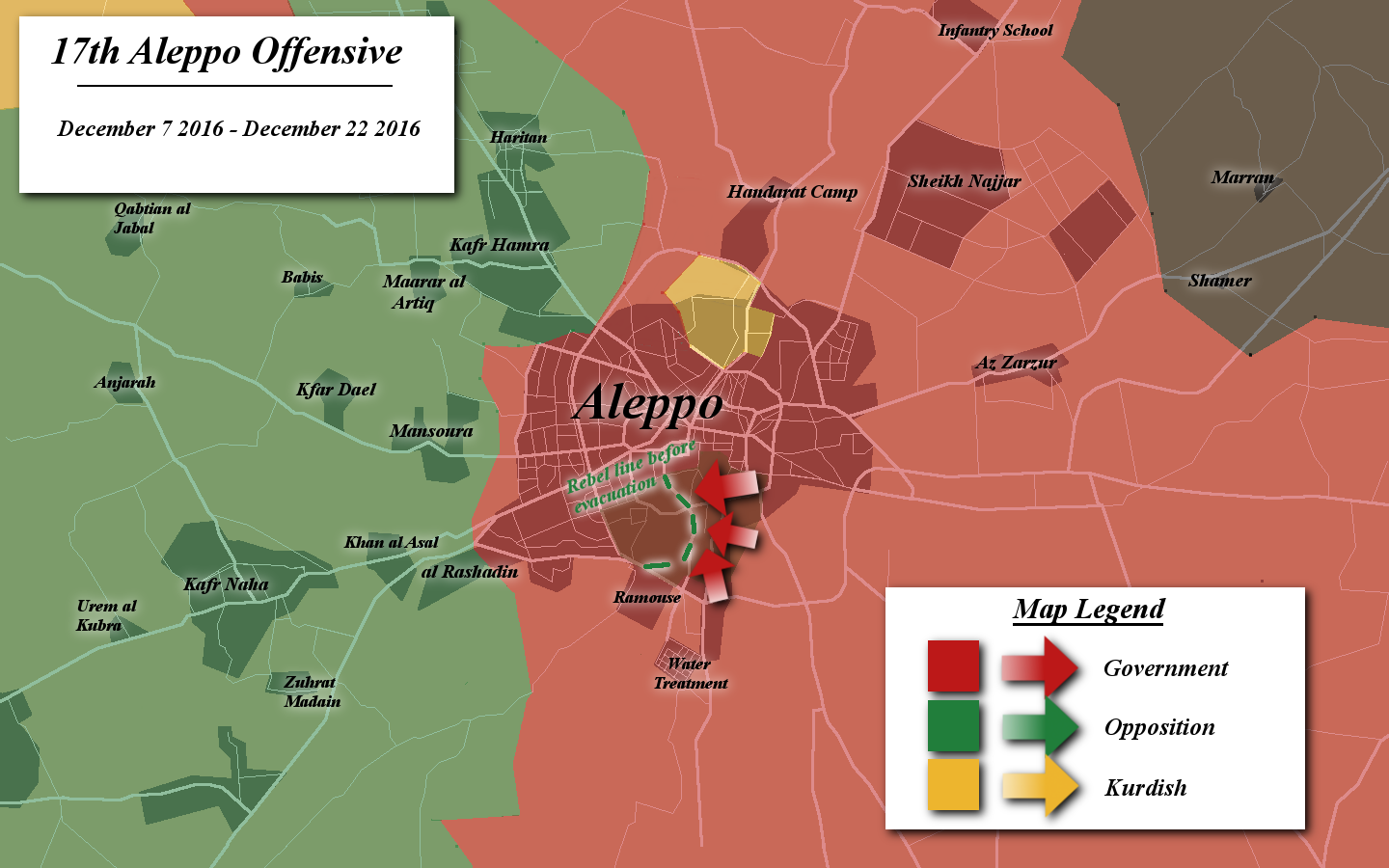
Mapa Aleppo i okolic po zakończeniu ofensywy wojsk rządowych

13 grudnia ONZ poinformował, że jest w posiadaniu raportów o zabijaniu przez sprzymierzoną z armią syryjską milicję Harakat an-Nudżaba lub przez samo wojsko syryjskie mieszkańców przejętych przez wojsko dzielnic miasta. Według raportów zginąć w takich okolicznościach, w swoich domach lub podczas prób ucieczki, miały 83 osoby, w tym kobiety i dzieci. Pojawiły się również doniesienia o doraźnych egzekucjach pojmanych bojowników antyasadowskich. Rzecznik prasowy Wysokiego Komisarza ONZ ds. Praw Człowieka zastrzegł jednak, że przekazywane z miasta informacje są „trudne do zweryfikowania”. Według portalu NaTemat.pl informacje o zabójstwach ludności cywilnej były niewiarygodne, a ogromna większość zdjęć publikowanych w internecie jako materiały z Aleppo pochodziła z zupełnie innych miejsc i wydarzeń.
Natomiast rosyjskie Ministerstwo Obrony podało, że od początku bitwy z terenów odbijanych z rąk opozycji uciekło 100 000 osób, zaś 2200 bojowników różnych oddziałów opozycyjnych poddało się. W dzielnicach kontrolowanych przez armię mieszkańcy świętowali na ulicach zwycięstwo.
Wieczorem 13 grudnia ambasador Rosji przy ONZ Witalij Czurkin poinformował, że armia syryjska kontroluje całe miasto. Bojownicy opozycji będą mogli opuścić Aleppo, natomiast ludność cywilna, która pozostanie w mieście, otrzyma pomoc humanitarną.

## Ewakuacja bojowników i ludności cywilnej

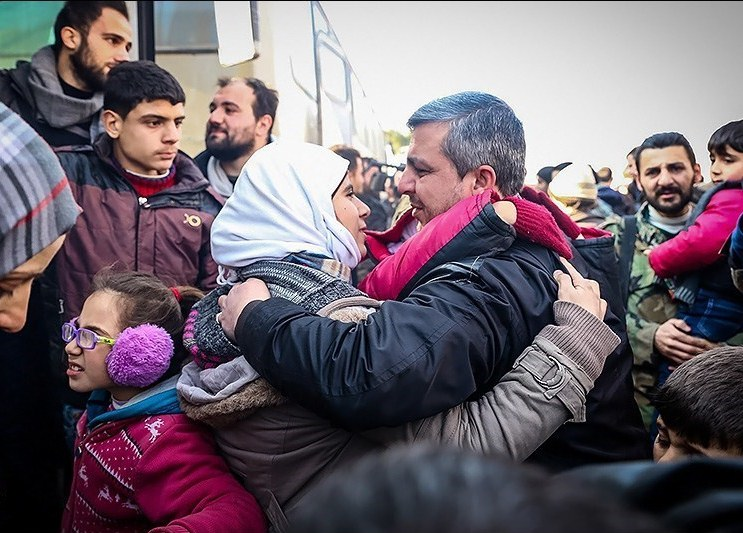
Mieszkańcy Al-Fu'a i Kafraji po ewakuacji do zachodniego Aleppo

Wbrew zapowiedziom z poprzedniego dnia, 14 grudnia część wschodniego Aleppo ponownie została ostrzelana, a bojownicy i ludność cywilna nie opuścili miasta. Każda ze stron zarzucała drugiej złamanie rozejmu – według Rosjan to rebelianci ostrzelali punkt ewakuacyjny, zaś Turcja twierdziła, że armia syryjska wznowiła ostrzał bez żadnego powodu. Równocześnie w mediach pojawiły się doniesienia, że szyickie milicje walczące po stronie Baszszara al-Asada uniemożliwiły wyjście bojowników opozycji z miasta, żądając, by najpierw ewakuowano mieszkańców oblężonych przez rebeliantów szyickich wsi Kafraja i miasta Al-Fu’a w prowincji Idlib. W odpowiedzi oblegające je zbrojne grupy ostrzelały obie wsie. Później w ciągu dnia przedstawiciel fundamentalistycznej organizacji Ahrar asz-Szam poinformował, że wypracowano nowe porozumienie, gwarantujące rebeliantom i cywilom możliwość opuszczenia Aleppo w czwartek 15 grudnia. Na żądanie Iranu uwzględniono w nim ewakuację rannych z wymienionych wyżej miejscowości szyickich, na co mieli zgodzić się oblegający je opozycjoniści. Szacowano, że na terenach, których rebelianci bronili najdłużej, pozostało w tym momencie 50 tys. ludzi. Rosyjskie ministerstwo obrony poinformowało, że rebelianci razem z rodzinami zostaną bezpiecznie odwiezieni w kierunku Idlibu, zaś przedstawiciele rządu syryjskiego – że ewakuacja rozpoczęła się. 10 tys. osób miało zostać odwiezionych do Idlibu, zaś pozostałe 40 tys. – do Aleppo zachodniego. Tego samego dnia Czerwony Krzyż i syryjski Czerwony Półksiężyc ewakuowały z miasta 8 tys. ludzi. Następnego dnia ewakuacja została jednak wstrzymana, gdyż rebelianci wbrew ustaleniom drugiego porozumienia zablokowali ewakuację rannych z Kifraji i al-Fu'a.
W kolejnych dniach ewakuacja ludności cywilnej i bojowników została wznowiona. Jej zakończenie ogłoszono 22 grudnia, podając, że łącznie ewakuowanych zostało 34 tys. osób. Wschodnie Aleppo opuścili także członkowie Frontu Podboju Aleppo. Zgodnie z porozumieniem ewakuowano także mieszkańców Kafraji i al-Fu'a. Tego samego dnia armia syryjska ogłosiła ostateczne zwycięstwo w bitwie o miasto.